# Stockbridge (Geòrgia)
Stockbridge és una població dels Estats Units a l'estat de Geòrgia. Segons el cens del 2007 tenia 22.045 habitants.

## Demografia
Segons el cens del 2000, Stockbridge tenia 9.853 habitants, 3.749 habitatges, i 2.654 famílies. La densitat de població era de 347,4 habitants/km².
Dels 3.749 habitatges en un 39,7% hi vivien nens de menys de 18 anys, en un 51,7% hi vivien parelles casades, en un 14,4% dones solteres, i en un 29,2% no eren unitats familiars. En el 22,3% dels habitatges hi vivien persones soles el 4,5% de les quals corresponia a persones de 65 anys o més que vivien soles. El nombre mitjà de persones vivint en cada habitatge era de 2,61 i el nombre mitjà de persones que vivien en cada família era de 3,06.
Per edats la població es repartia de la següent manera: un 28,3% tenia menys de 18 anys, un 8,8% entre 18 i 24, un 38,1% entre 25 i 44, un 18,1% de 45 a 60 i un 6,7% 65 anys o més.
L'edat mediana era de 31 anys. Per cada 100 dones de 18 o més anys hi havia 85,2 homes.
La renda mediana per habitatge era de 48.296 $ i la renda mediana per família de 51.341 $. Els homes tenien una renda mediana de 38.457 $ mentre que les dones 28.938 $. La renda per capita de la població era de 21.380 $. Entorn del 6% de les famílies i el 6,8% de la població estaven per davall del llindar de pobresa.

## Poblacions més properes
El següent diagrama mostra les poblacions més properes.